# HD 283572
HD 283572是位於金牛座的一顆年輕金牛座T型主序前星，屬於金牛座分子雲，距離約414 光年外。它已經剝離了它的胎衣，是一顆演化相當成熟的原恆星。這顆恆星發出非常高的 X射線，通量為1031ergs/s。與磁活動相關的輻射通量導致了3kEv的高日冕溫度和規則的耀斑。當HD 283572最終成為主序星時，將演化為A型主序星。它不再吸積質量，並與原行星盤的殘餘物磁性解耦，屬於盤面演化第三階段的終端。

## 原行星系統
HD 283572被少量（<0.0004 M☉）和傾斜不確定的微弱原行星盤包圍。不同的儀器量測出圓盤相對於天空平面的傾斜度在35度到60度之間。對行星凌日進行了蒐索，但截至2019年沒有發現行星。